# August von Wille
August Levin von Wille (né le 18 avril 1828 à Cassel et mort le 31 mars 1887 à Düsseldorf) est un peintre romantique tardif de paysages et de scènes de genre allemand. C'est un représentant de l'École de peinture de Düsseldorf.

## Famille
August von Wille provient d'une lignée noble de Hesse et était le plus jeune des huit enfants de Friedrich von Wille (1776-1837) et de Philippine von Hachenberg (1783-1876). Son père était conseiller privé de l'électorat de Hesse et directeur du consistoire.
Il s'est marié le 31 mai 1859 à Rüdesheim am Rhein avec la peintre animalière Klara von Böttcher (née le 31 janvier 1837 à Düsseldorf, morte le 14 mars 1883 à Düsseldorf). Celle-ci était la fille du major prussien Friedrich von Böttcher et de Julie von Buggenhagen.
Son fils était le peintre paysagiste Fritz von Wille (1860-1941).

## Biographie
August von Wille a été le premier artiste de sa famille, qui avait été anoblie en 1780 et dans laquelle dominaient jusque-là les hauts fonctionnaires.
Il a étudié de 1843 à 1847 à l'académie de Cassel, avant d'entrer en 1847 dans le cours de paysage de Johann Wilhelm Schirmer à l'Académie des beaux-arts de Düsseldorf. Après son service militaire de 1851 à 1852, il poursuit son apprentissage jusqu'en 1854 auprès de Schirmer. En 1849, il devient membre de l'association d'artistes « Malkasten » de Düsseldorf.
August von Wille a vécu de 1859 à 1863 à Weimar, après que le grand-duc Karl-Alexander von Sachsen-Weimar-Eisenach l'avait nommé enseignant à l'école d'art de cette ville.
En 1863, il est finalement revenu avec sa famille à Düsseldorf.

## Œuvre
August von Wille a peint des portraits, des paysages, de l'architecture, et des scènes de genre. Il a voyagé entre autres en Thuringe, en Hesse, sur le Rhin romantique et sur la Moselle. Il a surtout peint ses paysages de petit format à l'extérieur.
Le style d'August von Wille se rattache à celui de son professeur Schirmer, mais se détache de son réalisme détaillé. Il a aussi été influencé dans le style et les thèmes par Caspar Johann Nepumuk Scheuren.
Il est resté jusqu'à la fin de sa carrière dans la tradition de l'École de Düsseldorf. Cela se voit dans ses paysages étendus et pleins d'atmosphère. Il a aussi souvent peint des motifs urbains ou architecturaux perçus de façon romantique, comme des ruelles tortueuses pittoresques, des ruines de château et d'abbaye, volontiers décorées de petites figures. Les scènes au clair de lune avec un éclairage scénique sont typiques de son œuvre. Les scènes de forêt fantastiques témoignent de son recours au romantisme.
Dans la mesure où August von Wille transpose la peinture historique de paysages de Carl Friedrich Lessing en petit format ainsi que les scènes idylliques, il se rapproche de la peinture de genre. En plus des paysages et des peintures de genre, on lui connaît plusieurs portraits peints avec talent.

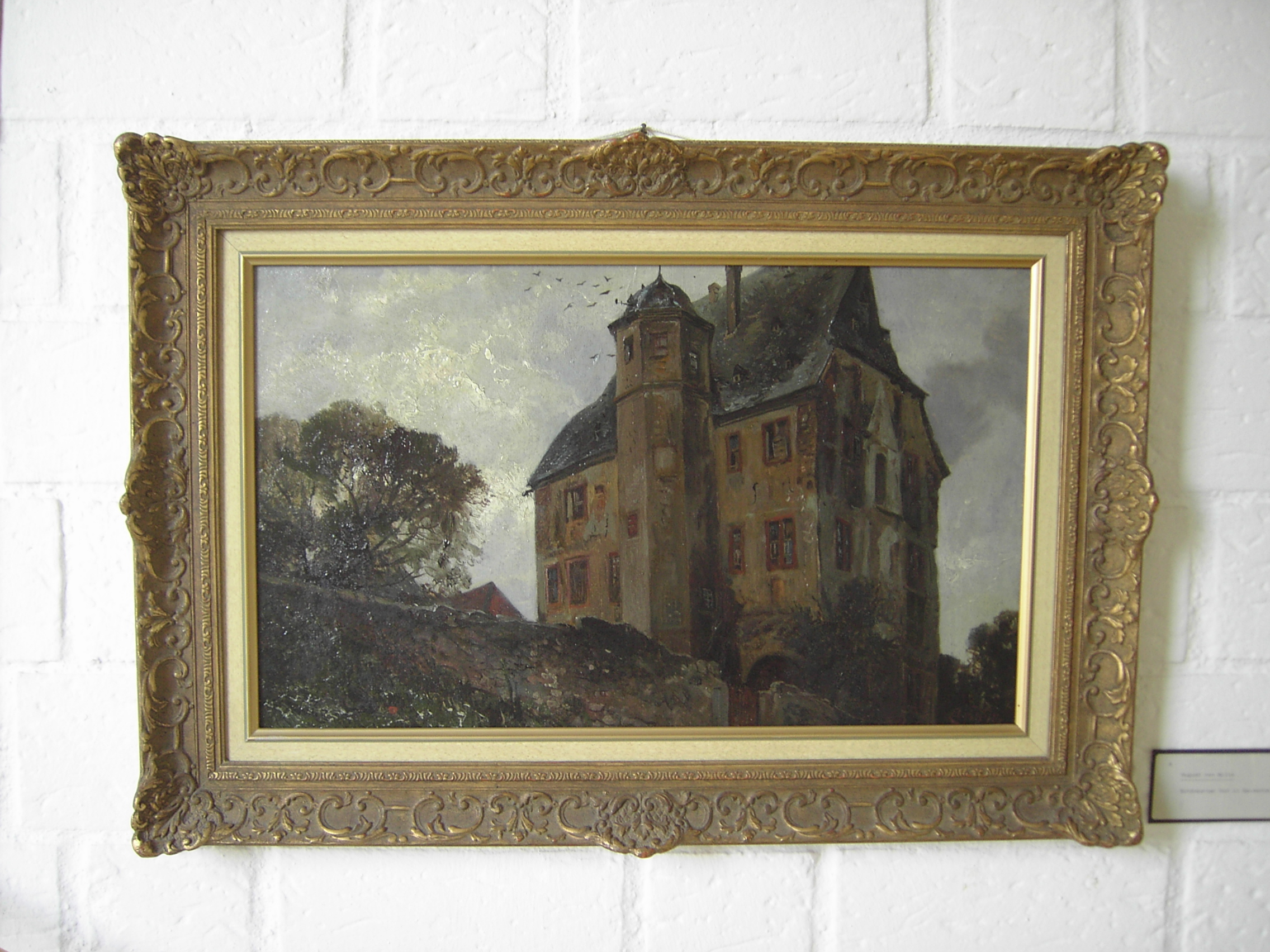
Ferme à Schönborn, Maison Beda à Bitburg, non daté.
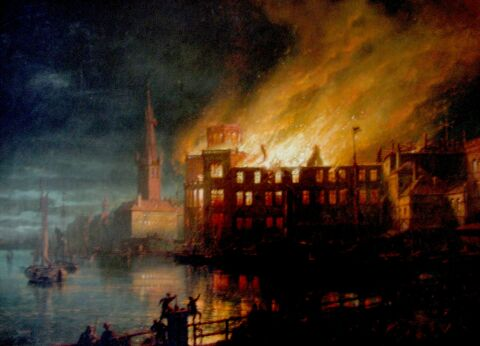
L'incendie du château de Düsseldorf avec l'académie des beaux-arts, 1872.
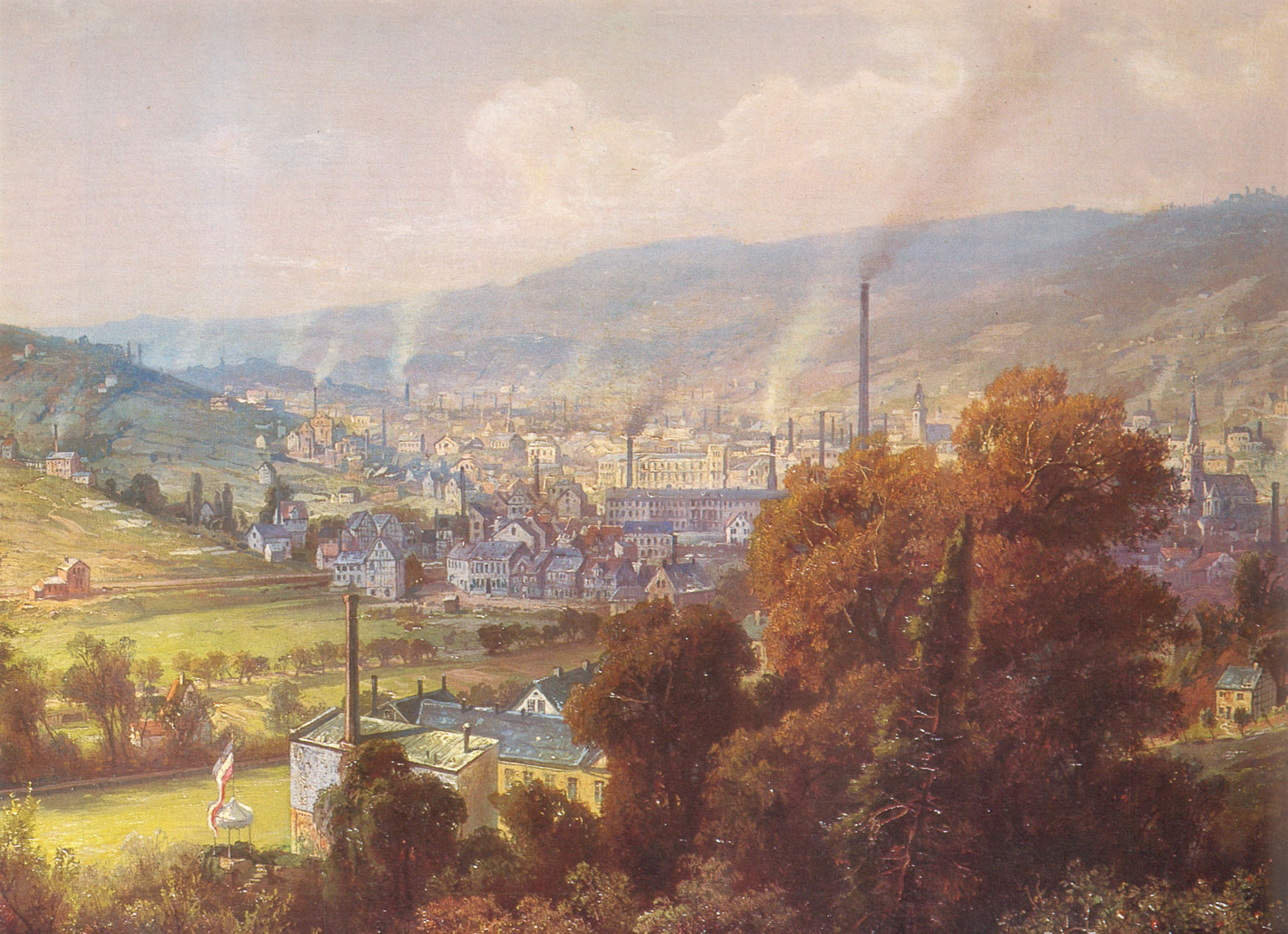
Vue sur les industries de Barmen depuis le Ehrenberg, détail, 1870.
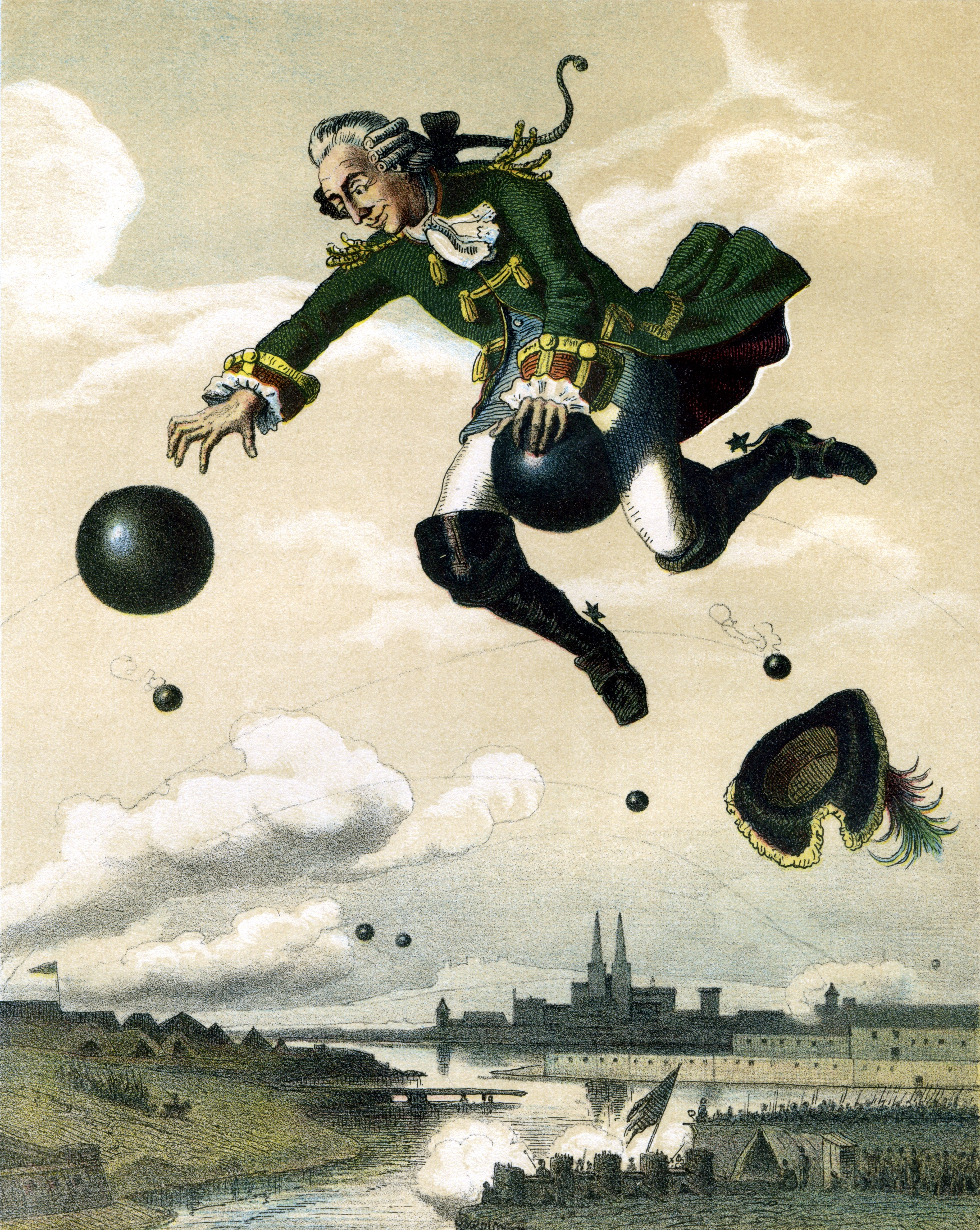
Le Baron de Münchhausen chevauchant un boulet de canon, 1872.

## Reproductions (liste non exhaustive)
Numérisations de la bibliothèque universitaire et du Land de Düsseldorf :
- Friedrich Bodenstedt (responsable d'édition). Album deutscher Kunst und Dichtung. Mit Holzschnitten nach Originalzeichnungen der Künstler, ausgeführt von R. Brend'amour. - Berlin : Grote, 1867. Version numérique
- Aquarelle Düsseldorfer Künstler : den kunstsinnigen Damen gewidmet. - Düsseldorf : Arnz, 1861. Version numérique
- Wendt, Gustav. Balladenkranz: aus deutschen Dichtern gesammelt. - Berlin : Grote, 1866. Version numérique
- Düsseldorfer Bilder-Mappe : Original-Zeichnungen. - Berlin : Grote, 1866. Version numérique
- Howitt, Mary Botham. The Dusseldorf artist's album. - Dusseldorf : Arnz, 1854. Version numérique
- Bürger, Gottfried August. Des Freiherrn von Münchhausen einzig wahre Erlebnisse zu Wasser und zu Land, zu Pferd und zu Fuß, im Krieg und Frieden, in der Luft sowie in mehrerer Herren Länder / In diesem Jahre ganz neu verfaßt von Ihm selbst. Und versehen mit sehr wunderlichen Zeichnunggen nach der Natur aufgenommen von dem Maler A. von Wille. - Düsseldorf : Arnz, 1856. Version numérique
- Bund, Ludwig (responsable d'édition). Lieder der Heimath : Eine Sammlung der vorzüglichsten Dichtungen im Bilderschmucke deutscher Kunst. - Düsseldorf : Breidenbach, 1868. Version numérique
- Wolff, Albert. Schultze und Müller im Orient : humoristische Kriegsbilder. - Düsseldorf : Arnz, 1854. Version numérique
- Schauenburg, Hermann. Wunderseltsame und abenteuerliche Geschichten und Thaten der sieben Schwaben. - Düsseldorf : Arnz, 1856. Version numérique
- Die Weiber von Weinsberg, oder Männerlist und Weibermuth oder Nichts Neues unter der Sonne. Version numérique